# Jaakko Jalas
Arvo Jaakko Juhani Jalas, född 7 maj 1920 i Tavastehus landskommun, död 1 december 1999 i Helsingfors, var en finländsk botaniker.
Jalas avlade filosofie doktorsexamen 1950. Han var docent i botanik 1950–1958, biträdande. professor i botanik 1958–1971, e.o. personell professor i botanik 1971–76 och ordinarie professor i växtsystematik, växtmorfologi och växtgeografi vid Helsingfors universitet 1976–1984. Han publicerade nästan 200 växtekologiska, växtgeografiska, växtsystematiska och floristiska arbeten.
Jalas var den ledande växtsystematikern i Finland under senare delen av 1900-talet med timjansläktet som specialitet; han behandlade detta släkte bl.a. i Flora Europaea, Flora Iranica och Flora of Turkey. Ett betydande inhemskt verk var det av honom redigerade och till en väsentlig del också författade Suuri kasvikirja (3 band, 1958–1980).
Jalas var aktiv både internationellt och nationellt. Han var bland annat Finlands representant i Flora Europaea från slutet av 1950-talet och ordförande för kommittén för kartverket Atlas Florae Europaeae, i vilket han författade texterna till atlasvolymerna 1-12 (1972–1999). Han var 1974–1988 medlem i den internationella styrelsen för OPTIMA (Organization for the Phyto-Taxonomic Investigation of the Mediterranean Area) med säte i Genève. Vid den tolfte internationella botaniska kongressen i Leningrad 1975 var han vicepresident. Han kallades till utländsk hedersledamot av Bulgariens botaniska sällskap 1993.
Han är gravsatt på Sandudds begravningsplats i Helsingfors.

### Uppslagsverk
- Jalas, Jaakko i Uppslagsverket Finland (webbupplaga, 2012). CC-BY-SA 4.0